# Distretto di Santo Tomás (Amazonas)
Il distretto di Santo Tomás è un distretto del Perù nella provincia di Luya (regione di Amazonas) con 3.670 abitanti al censimento 2007 dei quali 1.106 urbani e 2.564 rurali.

## Località
Il distretto è formato dall'insieme delle seguenti località:
- Santo Tomás
- Santa Isabel
- Agua Santa
- San Juan De La Libertad
- Cecotch
- Cundolon
- Shallamboc
- San Bartolo
- San Miguel De Luvin
- San Salvador
- Shicron
- Libertad
- Cupuy
- Collaron
- Chaupin
- Huangapampa
- Culalac
- Tingo María
- La Florida
- Puente Santo Tomás
- Pampi
- Buenos Aires
- Shota
- Cullsen
- Shacmach
- Yeso Paraje
- Guallo Pampillo
- Balsa Pampa
- Santa Cruz de Maraypata
- Pucadesmonte
- San Marcos
- Chimboraso
- Cedro Cucho
- Minas
- San Antonio de Llactapampa
- Oshlape
- Montealegre
- San José de Lauman
- Yanarume
- Dacudau
- Moraspampa
- San Lorenzo de Pircapampa
- La Soledad
- San Martín
- Moscú
- Humen
- Gramalote
- Las Flores
- Jucusbamba
- Lindagua
- Belon
- Huaduc
- Ninvac
- Lopecanchillo
- Coshcalon
- Huishuc
- Secoche
- Salayan
- Andamarca
- San Francisco de Tintin
- Laumache
- Huaypampa
- Calshango
- Campon
- Cedropampa